# Журавлёв, Иван Степанович
Иван Степанович Журавлёв (18 августа 1914 года — 24 февраля 1997 года) — советский спортсмен-гимнаст и тренер. Заслуженный тренер СССР (1957).

## Биография
В 1935 году окончил Ленинградский оптико-механический институт, а в 1941 — Ленинградский институт физической культуры имени Лесгафта.
Работал в ДСО «Динамо», в 1950—1960-е годы тренировал советские сборные команды по спортивной гимнастике, в том числе в должности старшего тренера, среди воспитанников — олимпийские чемпионки Софья Муратова, Ольга Карасёва, Людмила Громова.
В 1967 году выступил организатором отделения спортивной гимнастики спортшколы в городе Реутов.

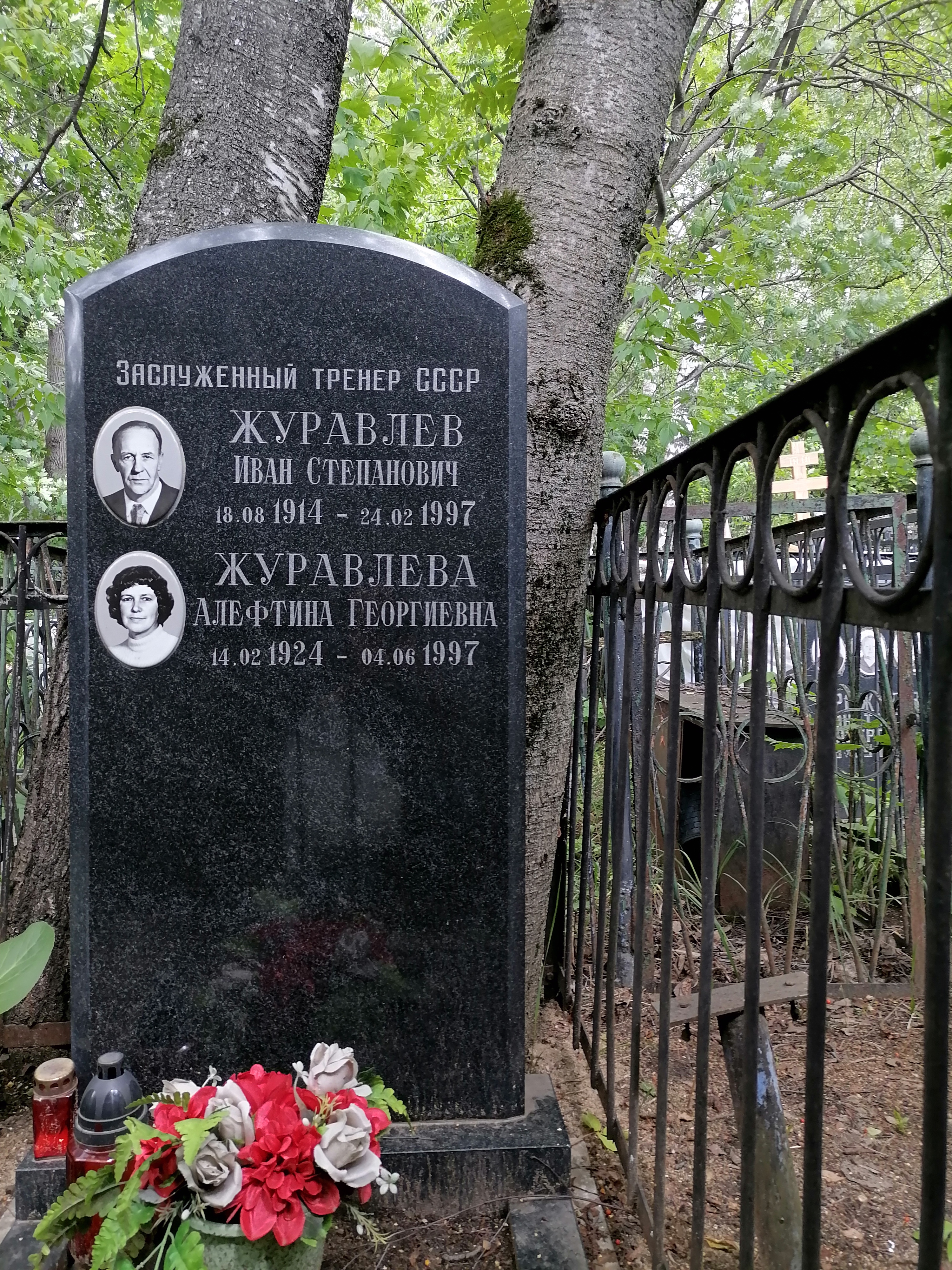
Могила И. Журавлёва на Кунцевском кладбище

Похоронен на Кунцевском кладбище (6 уч.).

## Награды
- Орден «Знак Почёта» (27.04.1957) — «за успехи, достигнутые в деле развития массового физкультурного движения в стране, повышения мастерства советских спортсменов, и успешное выступление на международных соревнованиях»